# Centre de recherche et d'éducation Holocauste
 (octobre 2010).
Si vous disposez d'ouvrages ou d'articles de référence ou si vous connaissez des sites web de qualité traitant du thème abordé ici, merci de compléter l'article en donnant les références utiles à sa vérifiabilité et en les liant à la section « Notes et références ».
Le Centre de recherche et d’éducation Holocauste fut fondé à Moscou en 1992 et a pour vocation d’informer la société russe sur l’histoire de l’Holocauste. Jusqu’à présent, elle est la seule organisation non gouvernementale[réf. souhaitée] en Russie qui est vouée à l’étude de l’Histoire juive durant la Grande guerre patriotique.

## Domaines d’activité
Le travail du centre comprend notamment l’étude de l’histoire, l’organisation d’événements commémoratifs, la coopération avec des écoles et des universités, la contribution à la formation de l'opinion publique ainsi que la documentation des témoignages de l'époque.
En premier lieu, le centre est voué à l’information sur l’histoire de l’Holocauste. La base principale de ce travail est la bibliothèque spécialisée qui comprend une multitude de livres sur ce sujet de recherche.
Les programmes d’éducation du Centre ont pour cible surtout les enseignants d’écoles secondaires. Le but des projets élaborés dans le cadre de ces programmes est de leur permettre d’élargir leur savoir en la matière de façon qu’ils puissent transmettre des informations pertinentes en classe. Ainsi, le Centre lutte contre l’antisémitisme en particulier et la xénophobie en général. Un de ces projets est le concours international «La mémoire - un pas vers plus de tolérance » qui a lieu une fois par an et dont les vainqueurs sont invités au quartier général de l’UNESCO à Paris.
Le bureau, la bibliothèque, l’archive et la salle du Centre se trouvent au cœur de Moscou. La bibliothèque comprend une collection de films et un archive d’objets personnels d’anciens habitants de ghetto, de combattants et de membres de la résistance.[réf. souhaitée] En plus, il y a une salle de séminaire avec une exposition permanente.
De nombreux experts du monde entier tiennent régulièrement des conférences au Centre (comme Michael Berenbaum, cofondateur de l’United States Holocaust Memorial Museum ; Izhak Arad, ancien directeur de Yad Vashem, Paul Levin et Stephane Brufheld, auteurs du livre « Tell Your Children About it » ainsi que Shimon Samuels, directeur du Bureau européen du Centre Simon-Wiesenthal).

## Direction du centre
Le centre est actuellement dirigé par les deux coprésidents Alla Gerber, écrivain et journaliste ainsi qu'ancienne députée de la Douma, et Ilia Altman, historien et archiviste.

## Coopérations internationales
Le Centre Holocauste entretient des relations étroites avec de nombreuses organisations, notamment en Israël, aux États-Unis et en Allemagne.[réf. souhaitée] Grâce à ces coopérations, un grand nombre de projets avec des étudiants ressortissants de l’ex-URSS ont pu être réalisés. Le centre compte parmi ses partenaires, entre autres, le Mémorial de Yad Vashem, le Centre Simon-Wiesenthal, l’United States Holocaust Memorial Museum, le Centre Anne Frank (États-Unis), l’Université de Göteborg, la Maison de la Conférence de Wannsee, le Musée juif de Berlin et l’Université de Heidelberg.
En plus, le centre entretient des coopérations avec les ONG Action Signe de Réconciliation Services pour la Paix (Allemagne) et le Service autrichien à l'étranger. Dans le cadre de ces collaborations, chaque année, un volontaire allemand et un volontaire autrichien travaillent au Centre Holocauste.